# اوریدین
اوریدین (به انگلیسی: Uridine) یک نوکلئوزید است با جرم مولی ۲۴۴٫۲ که ازاتصال اوراسیل به حلقه ریبوزی تشکیل می‌شود.
اگر اوراسیل به دئوکسی‌ریبوز متصل شود دئوکسی اوریدین تولید می‌شود. اوریدین منو فسفات سنتاز آنزیمی است که تشکیل اوریدین منوفسفات را کاتالیز می‌کند.